# Droga wojewódzka 632
Die Droga wojewódzka 632 (DW 632) ist eine polnische Woiwodschaftsstraße in der Woiwodschaft Masowien. Sie verläuft in Ost-West-Richtung und verbindet Marki mit Płońsk.